# Rychnov nad Kněžnou (nádraží)
Rychnov nad Kněžnou je železniční stanice v jižní části okresního města Rychnov nad Kněžnou v Královéhradeckém kraji nedaleko řeky Kněžná poblíž městského autobusového nádraží. Leží na jednokolejné neelektrizované trati Častolovice–Solnice. Na území města se nachází též železniční zastávka Rychnov nad Kněžnou zastávka.

## Historie
26. října 1893 otevřela společnost Rychnovsko-solnická místní dráha (RSLB) trať do Solnice odbočkou z Častolovic, odkud od roku 1871 vedla trať společnosti Rakouská severozápadní dráha (ÖNWB) spojující Hradec Králové a Lichkov, tedy s hranicí s tehdejším Pruskem.
RSLB provozovala trať až do roku 1948, s 1. lednem 1949 pak správu přebraly Československé státní dráhy.

## Popis
Nachází se zde dvě nekrytá jednostranná nástupiště, jedno je vnější u budovy, druhé je vnitřní s přístupem přechodem přes kolej. V roce 2015 byla provedena rekonstrukce stanice, byla upravena nástupiště a zprovozněn elektronický informační systém pro cestující. K nádraží byl také přesunut terminál městské hromadné dopravy (autobusy).